# بين ليك
بين ليك (بالإنجليزية: Pine Lake, Georgia)‏ هي مدينة تقع في مقاطعة ديكالب بولاية جورجيا في الولايات المتحدة. تبلغ مساحة هذه المدينة 0.5 (كم²)، وترتفع عن سطح البحر 289 م، بلغ عدد سكانها 730 نسمة في عام 2010 حسب إحصاء مكتب تعداد الولايات المتحدة.

## وصلات خارجية
- Cities & Counties - Georgia.gov